# Un paso adelante
Un Paso Adelante ofwel, Stap Vooruit is een Spaanse show vergelijkbaar met Fame en dat bestaat uit 6 seizoenen en 84 afleveringen. Het werd oorspronkelijk uitgezonden op de Spaanse zender Antena 3 tussen 2002 en 2005. Het werd ook een groot succes in de Spaans-sprekende landen (waaronder Latijns-Amerika), in Duitsland (als Der Traum vom Ruhm), in Italië (als Paso Adelante), in Servië, in Montenegro en in Frankrijk (als Un, Dos, Tres). 

## Plot
De show richt zich op de professoren en studenten van "Carmen Arranz", een van de meest prestigieuze kunstscholen in Spanje. De school bevindt zich in Madrid. Het verhaal volgt Lola, Pedro, Rober, Jero, Ingrid, Silvia en Marta. Ze willen een succesvolle carrière hebben als zanger, danser en acteur, maar ze leren al snel onderweg dat het toppunt bereiken niet gemakkelijk zal zijn.

## Bezetting
Hoofdpersonages
- Silvia Jauregui (Mónica Cruz) is de beste danseres op school, naast de nicht van de regisseur. Haar moeder is een professionele danseres en haar vader is dirigent. In de eerste afleveringen, is ze heel snobistisch en voorbehouden, daardoor heeft ze moeite met het maken van vrienden. Maar gedurende de volgende afleveringen, wordt ze een goede vriend van Ingrid en Lola. Ze heeft veel liefhebbers gehad: Pedro, Rober, Pavel, en Horacio (een ex-vriend van haar tante).
- Dolores "Lola" Fernández (Beatriz Luengo) is een jonge vrouw die haar hele leven heeft gewijd aan haar familie(haar vader en jongere broer) en dans. Ze heeft een talent voor zingen, maar haar echte passie is dansen. Doorheen de afleveringen, heeft ze veel liefhebbers gehad: Jerónimo, Pavel (gespeeld door Orishas 'frontman Yotuel die ook Beatriz Luengo's partner in het echte leven) en Pedro.
- Ingrid Muñoz (Silvia Marty) is een optimistische jonge vrouw dat romance meemaakte met Juan, een van haar leraren. Ze breekt met hem echter, nadat hij zijn collega Diana had bevrucht.
- Pedro Salvador (Pablo Puyol) is de zoon van een Asturische visser. Hij verhuist naar Madrid om te leren dansen. Eigenlijk beschouwt hij dans als een manier om zijn verlegenheid richting meisjes te overwinnen. Bovendien moet hij werken om zijn schooltijd te kunnen blijven betalen.
- Roberto Rober Arenales (Miguel Ángel Muñoz) is de zevende zoon van een rijke familie uit San Sebastian. Hij houdt zich gedragen als een stoere vent. Hij heeft een zoon, met een ex-vriendin van toen hij 16 was.
- Jeronimo "Jero" Juiz (Raul Peña), is een componist. Hij had een romance met Lola maar heeft hem bedriegt met een andere student, Pavel.
- Marta Ramos (Dafne Fernández) is een klassiek danser en is de zus van Adela. Ze heeft een relatie gehad met Pedro, kort nadien één met Rober. In het laatste seizoen, wordt ze gediagnosticeerd met een hart-en vaatziekte. Maar uiteindelijk overwint ze het en keert terug om naar de dans.

leraren
- Lola Herrera als Carmen Arranz
- Beatriz Rico als Diana de Miguel (2002-2004)
- Natalia Millán als Adela Ramos (2002-2003)
- Alfonso Lara als Juan Taberner
- Víctor Mosqueira als Cristóbal Soto (2002-2004)
- Toni Acosta als Jacinta "J.J." Jimenez (2003-tot het einde)
- Jaime Blanch als Gaspar Ruiz (2002-2003)
- Pedro Peña als Antonio Milá
- Fabián Mazzei als Horacio Alonso (2003-tot het einde)
- Fanny Gautier als Alicia Jauregi
- Esther Arroyo als Irene Miró (2004-tot het einde)
- Juan Echanove als Mariano Cuéllar (2004-tot het einde)
- Marta Ribera als Eva Ruiz (2004-tot het einde)
- Satur Barrios als Cristina (2002-2003)
- Rocío Calvo als Claudia (2002)
- Chiqui Fernández als Puri (2003-tot het einde)

Studenten
- Beatriz Luengo als Dolores "Lola" Fernández
- Miguel Ángel Muñoz als Roberto "Rober" Arenales
- Pablo Puyol als Pedro Salvador
- Mónica Cruz als Silvia Jauregui
- Silvia Marty als Ingrid Munoz
- Dafne Fernández als Marta Ramos
- Raúl Peña als Jeronimo "Jero" Juiz (2002-2004)
- Yotuel Romero als Pavel (2003-2004)
- Erika Sanz als Erika
- Aranha Valvidia als Luisa Ruiz
- Patricia Arizmendi als Sonia
- Asier Etxeandia als Beni (2002)
- Ricardo Amador als Rafael 'Rafa' (2002)
- Edu Del Prado als Cesar (2005)
- Isaak Gracia als Isaak (2005)

Anderen
- Mario Martín als Román Fernández
- William Miller als Nacho Salinas (2005)
- José Ángel Egido als Víctor Arenales
- Elisabeth Jordan als Tania (2005)

Choreografen
- Luka Yexi (seizoen 1 + 2)
- Anna & Carlos Infante (seizoen 3 + 4)
- Myriam Benedited (seizoen 5 + 6).